# モーツァルトクーゲル
モーツァルトクーゲル（ドイツ語: Mozartkugel、モーツァルト・ボール、別名：モーツァルト・ボンボン、複数形であるモーツァルトクーゲルン - Mozartkugelnとして言及されることも多い）はオーストリア・ザルツブルクの菓子職人パウル・フュルストが1890年に創作したチョコレート菓子である。菓子の名前はザルツブルク出身の作曲家ヴォルフガング・アマデウス・モーツァルトにちなんでいる。

## パウル・フュルスト
菓子職人のパウル・フュルストは1884年にザルツブルクにやってきてブロードガッセ13番地に店を開いた。彼は1890年にモーツァルト・ボンボンを生み出し、後にモーツァルトクーゲルンとして大量に生産・販売を行った。フュルストの目標は「平たい場所のない、完璧に球形をしたチョコレート」を生産することであった。フュルストが使用していた生産工程はこの日から変わっていない。
パウル・フュルストは1905年にパリの菓子フェアにモーツァルトクーゲルを出品し、金メダルを受賞した。

## 菓子舗フュルスト
現代において、菓子舗フュルストはオリジナルのザルツブルク・モーツァルトクーゲルを自身がザルツブルクに展開する4つの店舗（旧市場の本店、リッツァーボーゲン、ゲトライデガッセ、ミラベル城付近の各支店）及び直販において独占的に販売しており、他の店舗では購入することができない。菓子舗フュルストでは単品もしくは数種類が一緒に入ったセットの状態で購入が可能である。
菓子舗フュルストは未だにオリジナルレシピに基づく手作業でオリジナルのザルツブルク・モーツァルトクーゲルの生産を続けており、商品はフュルストの各店舗もしくはフュルストの公式ウェブサイト上の通販でのみ購入が可能である。菓子舗フュルストはモーツァルトクーゲルに対する商標権を有していないため、夥しい数の模倣品が存在し、それらのほとんどが工業的な手法を用いて生産されている。

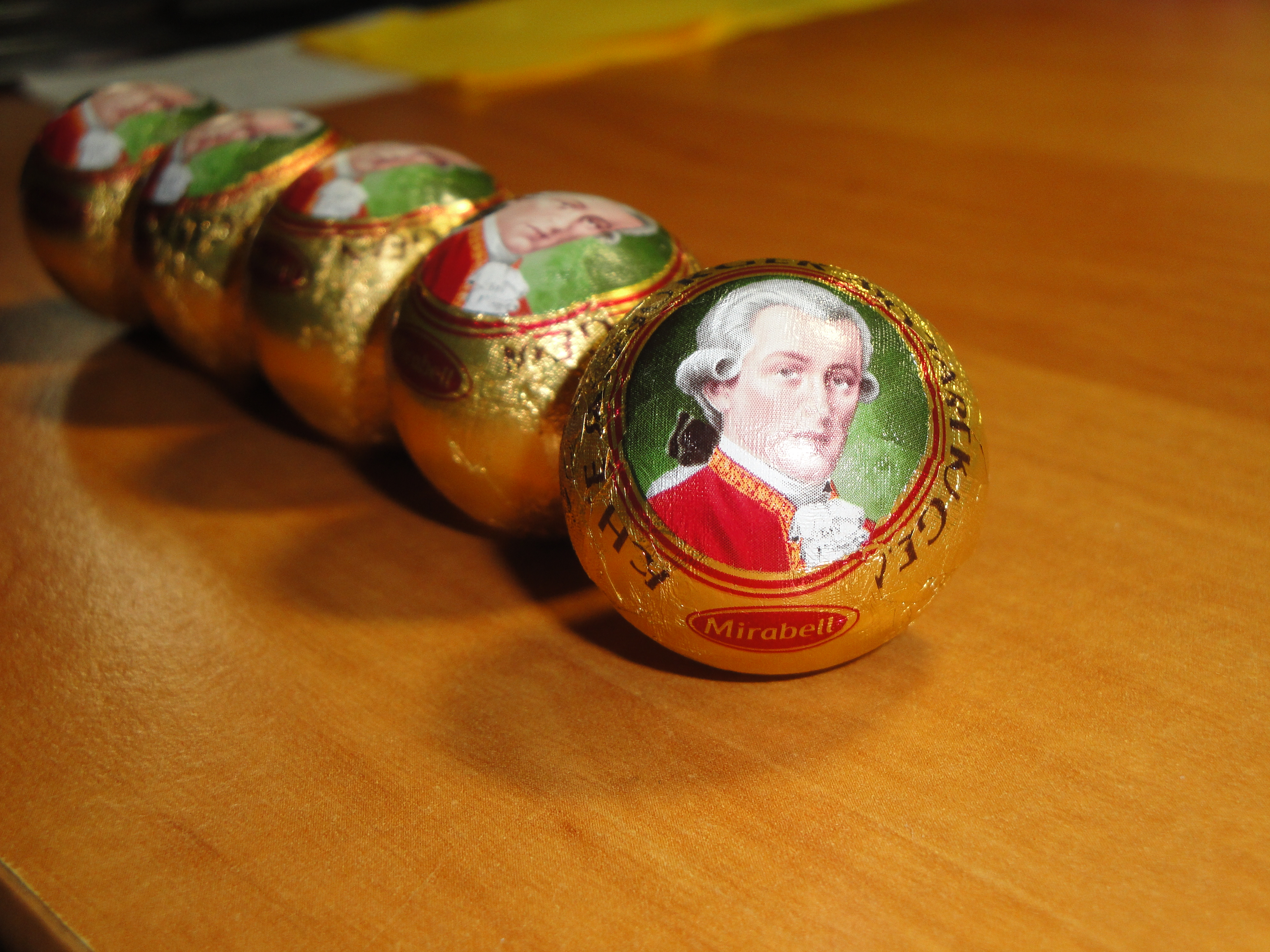
ミラベル社が生産するモーツァルトクーゲル

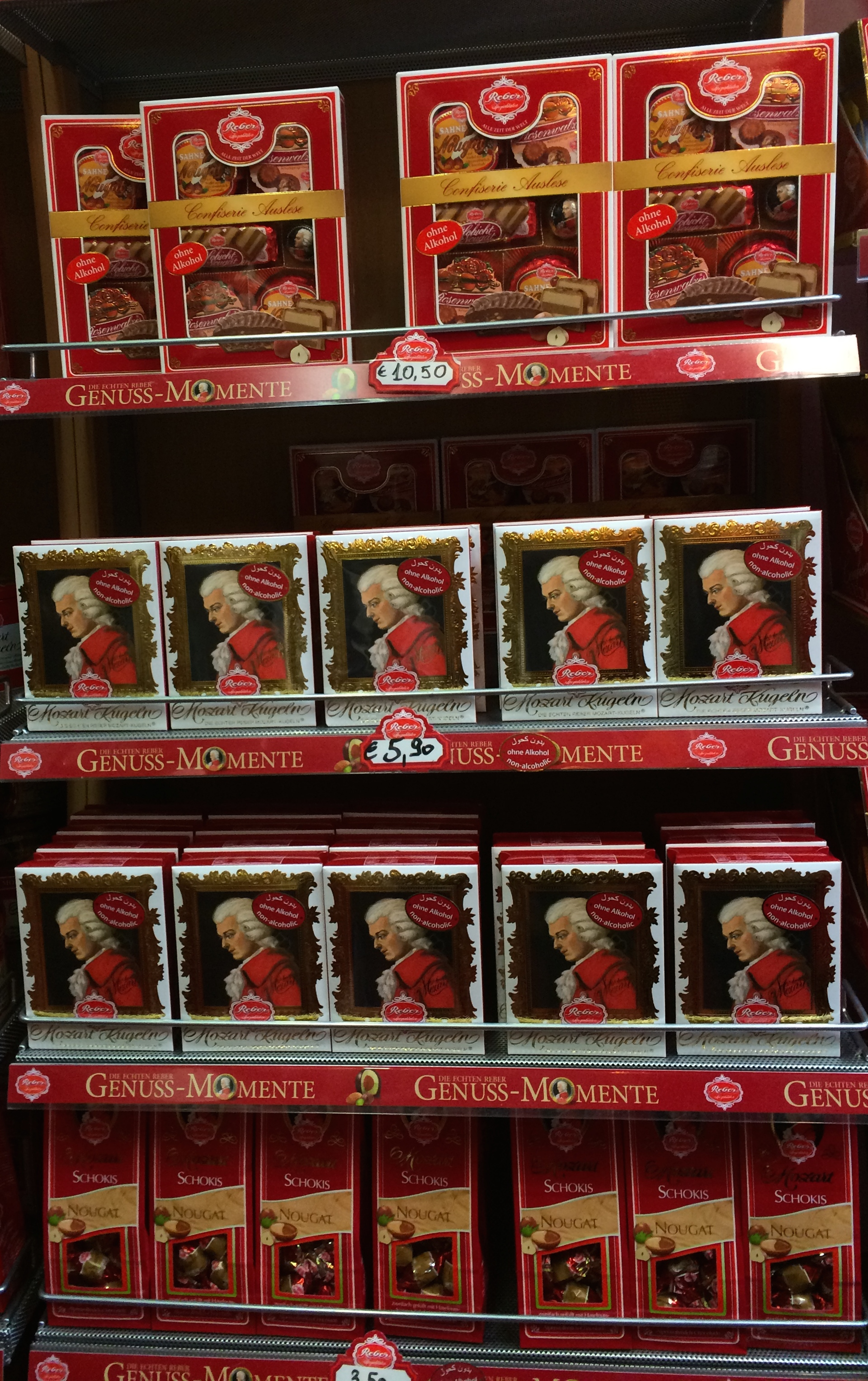
パッケージに入ったモーツァルトクーゲル

## 生産工程
「オリジナルのザルツブルク・モーツァルトクーゲル」は未だにオリジナルレシピとオリジナルの技術を使用して手作業で生産されている。最初に、ヌガーの層で覆われた緑のピスタチオマルチパンを使用したボールを作る。次に、このボールを小さな木の棒の上においてダークチョコレートでコーティングを行う。更に、一番上にボールを置いた状態で木の棒を垂直に置き、コーティングしたチョコレートを冷まし固める。最後に、棒を取り除き、取り除いた部分にできている穴にチョコレートでコーティングを行い、その後ボールを手作業で青と銀色のスズホイルに包む。フュルスト社によると、従業員はこの技術を用いて、毎年約140万個のモーツァルトクーゲルを手作業で生産している。工場内の空調の効いた販売所では、約8週間で商品が入れ替わる。

## 賞
専門誌の「Der Feinschmecker」 （グルメ）は2006年1月に行ったモーツァルトクーゲルの比較コンテストにおいて、オリジナルのザルツブルク・モーツァルトクーゲルを第一位においた。オリジナルのザルツブルク・モーツァルトクーゲルは手作りであり、ほんのり苦いピスタチオのマルチパンの中にヌガーの味わいが効いていると評した。オリジナルのザルツブルク・モーツァルトクーゲルは2005年9月にヴェルスで開催された菓子フェアÖKONDA内の第二回国際トリュフコンテストにおいて金メダルを獲得した。

## 商標権
モーツァルトクーゲルを模倣した菓子が後を絶たないことから、最終的にはパウル・フュルストの子孫が法廷に問題を持ち込むまでに至った。だが、問題となったのはあくまで商標権であり、モーツァルトクーゲルのレシピ自体ではなかった。当初はザルツブルクの菓子生産者との係争にとどまっていたが、後にドイツ中の企業と係争を抱えることとなった。結果として、フュルストの競合に対し、他の名前の使用を義務付けることで合意した。例えばザルツブルク近郊のGrödigに拠点を置くミラベル社は「真のザルツブルク・モーツァルトクーゲルン」、ミュンヘンのレーバー社は「真のレーバー・モーツァルトクーゲルン」という名称を使用することになった。一方、1996年に「オリジナルのオーストリア・モーツァルトクーゲルン」という名称を使用しようとしたスイスの食品企業ネスレの子会社とフュルストの間で3例目の係争が起きたが、フュルストの製品のみがオリジナルのザルツブルク・モーツァルトクーゲルンという名称を使用できる、ということで決着した。

### ミラベル社とレーバー社の係争
1970年代末、モーツァルトクーゲルを生産するミラベル社とレーバー社の間で商標権に関する係争が持ち上がった。1981年、オーストリアとドイツの両政府代表者の間で暫定的な協定が結ばれ、オーストリアの業者のみが「モーツァルトクーゲル」の名称を用いることができることで合意した。レーバー社はこの合意に抗議し、訴えを受けたブリュッセルのECのコミッショナーは最終的に合意は無効であると宣言した。これにより、レーバー社は商品名の間にハイフンを入れることにはなったものの、合法的に「真のレーバー・モーツァルト＝クーゲルン」の商標を引き続き使用できることとなった。
ただし、もともとフュルストが目指した完全な球形のモーツァルトクーゲルを工業的な手法で生産することはミラベル社のみに許され、他メーカーのものは一方向は平たい形をしていなければならないことになっている。

## 製品

### オリジナルレシピを使用している他の製品
ヴォルフガング湖のほとりにある都市ザンクトギルゲンに拠点を置く菓子製造企業のダルマン（Dallmann）はモーツァルトクーゲルをフュルストのオリジナルレシピにそって手作業で製造している。菓子舗フュルストにより生産されたモーツァルトクーゲルと同じく、ダルマンは青のプリントの入った銀の包み紙で製品を包んでいる。
1948年にザルツブルクで創業した菓子製造企業のEngljähringerもまたオリジナルレシピを使用して手作業でモーツァルトクーゲルを生産している。生産されたモーツァルトクーゲルは箱詰めにして販売されており、ザルツブルク大学広場にあるEngljähringer市場の屋台が利用されている。手作りのモーツァルトクーゲルでは、先に中空のモーツァルトクーゲルを作り、その中に詰め物をするような、工業的な大量生産を行っていない。Engljähringerのモーツァルトクーゲルはピスタチオマルチパンをwuzeln（オーストリア独自の用語で、回転作業を意味する）した後ヌガーで覆い、最後に手作業でチョコレートコーティングして完成する。
モーツァルトの生家からほど近いゲトライデガッセに生産拠点をおく菓子製造企業ペトリクは伝統的な手法を用いてモーツァルトクーゲルを生産している。ペトリクは2006年に「We are Mozart」ウェブサイト上で行われたモーツァルトクーゲルコンテストにおいて1位を獲得した。

### 工業的に生産されている製品
パリでモーツァルトクーゲルが発表されると、ザルツブルクの他の菓子職人たちはたちまちその人気に目をつけてモーツァルトクーゲルの模倣品を作り始めた。フュルストはモーツァルトクーゲルという名前に対する権利を確保していなかったため、新興産業でもあった菓子産業ではすぐにこの人気商品の生産が始まった。
工業生産のモーツァルトクーゲルはオリジナルレシピに基づくことなく、様々な手法で製造されているが、オリジナルよりも小さく、一方向が平たい形をしているものが多い。ミラベル社のモーツァルトクーゲルは中心にある環形をした緑色のマルチパンの周りをヌガークリームでコーティングしてある。ドイツの企業レーバー社のモーツァルトクーゲルはヌガーで作られた中心部に一方から白のマルチパン、もう一方から緑のマルチパンを被せている。さらに、レーバー社のモーツァルトクーゲルは一方が平たく、完全な球形ではない。別のドイツ企業ランベルツ（Lambertz）のものも一方向が平たく、中心部のヘーゼルナッツとヌガーの周りをピスタチオとアーモンドのマルチパンで覆い、さらにダークチョコレートによるコーティングを施している。ミラベル社とレーバー社は、製品に防腐剤や着色料、香料を一切使用していないことを強調している。
モーツァルトクーゲルの工業生産でリードしているレーバー社とミラベル社は、いずれもドイツとオーストリアの国境付近のザルツブルク - ベルヒテスガーデナー・ラント郡 - トラウンシュタイン地域に拠点をおいている。

#### オーストリア
オーストリア国内で最もモーツァルトクーゲルの生産量が多い企業はミラベル社（Mirabell、クラフトフーヅ・オーストリア）であり、ザルツブルク近郊のGrödigに拠点をおいている。ミラベル社によれば、1年間に9000万個以上のモーツァルトクーゲルを製造し、30カ国以上に製品を輸出している。ミラベルは1945年以降、15億個のモーツァルトクーゲルを製造してきたと主張している。その他、ミルクチョコレートやダークチョコレートなどを生産しているウィーンの企業ホーフバウアー（Hofbauer）や、ウィーン、ヴォルカースドルフ、ペルグ郡に工場を持つマナー社（Manner）などがある。

#### ドイツ

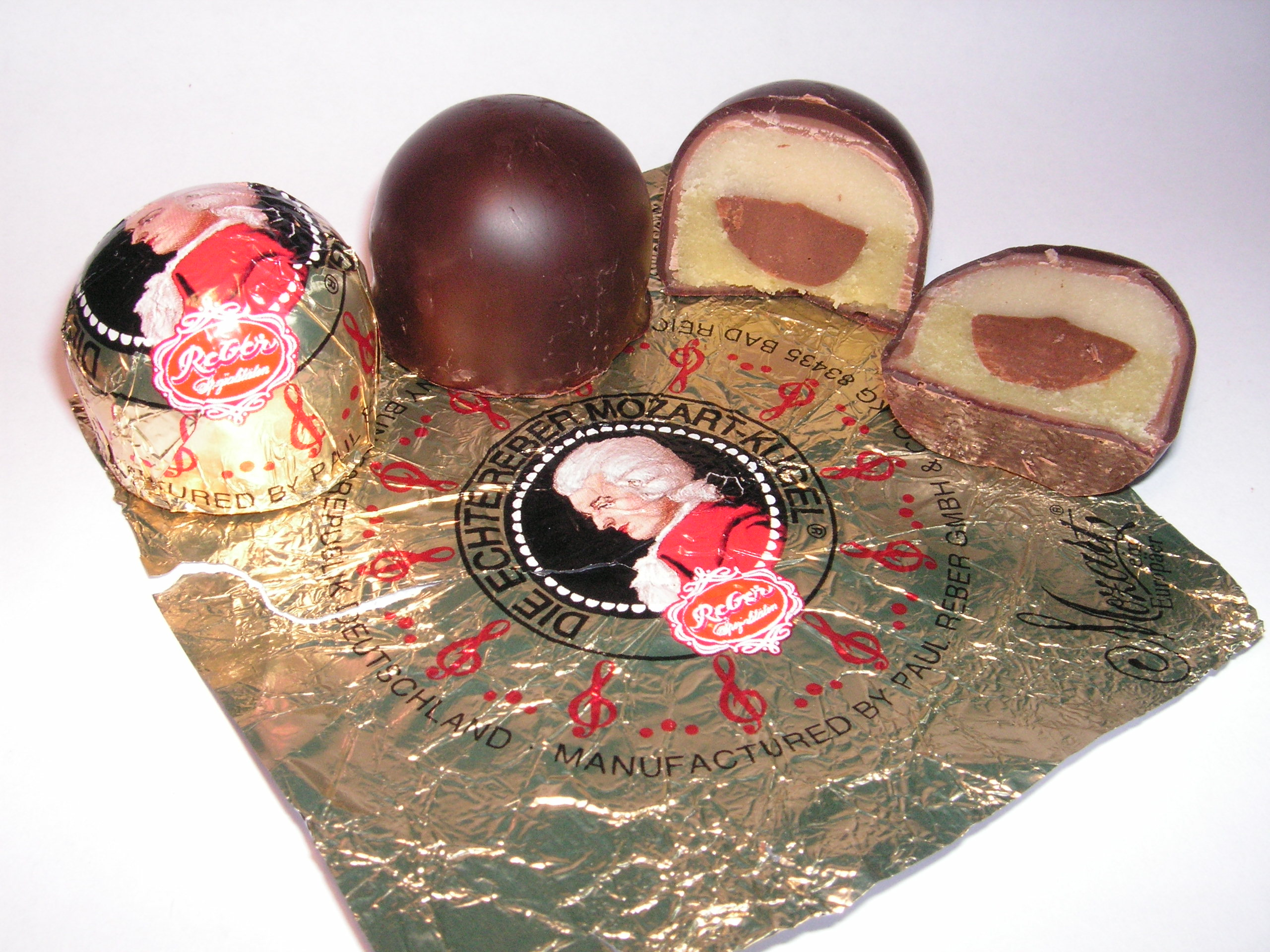
レーバー社のモーツァルトクーゲル

モーツァルトクーゲルの生産量世界一はドイツのレーバー社で、1938年にバート・ライヘンハルで創業した。レーバーによれば、一日あたりのモーツァルトクーゲルの最大生産量は50万個であり、40カ国にモーツァルトクーゲルを輸出している。他には同じくバート・ライヘンハルに拠点をもつConfiserie Dreherがあり、同社は1931年からモーツァルトクーゲルを製造しているドイツ国内最古のモーツァルトクーゲルメーカーであると主張している。2000年、Dreherはハレにあるハローレン・ショコラーデンファブリーク社に買収された。アーヘンに拠点を置くランベルツ社もまたモーツァルトクーゲルを製造しており、Aldiのようなディスカウントストア向けの製品を販売している。

## 著名人の名がついた他のフュルストのチョコレート
菓子舗フュルストは、ヴォルフガング・アマデウス・モーツァルトにちなむ有名な「オリジナルのザルツブルク・モーツァルトクーゲルン」 の他に、著名人の名を付けたチョコレートを何種類か展開しており、Bachwürfel（バッハキューブ、ヨハン・ゼバスティアン・バッハ）、Wolf-Dietrich-Block（ヴォルフ・ディートリヒ・フォン・ライテナウ）、Doppler Kon(Ef)fekt（クリスチャン・ドップラー。Doppler Konfekt (ドップラーの砂糖菓子)とDoppler Effekt (ドップラー効果)をかけている）、Paris-Lodron-Truffle（パリス・グラーフ・フォン・ロドロン）などがある。

## モニュメント
2006年の冬から春にかけて、アーティストがデザインした直径1.6mのポリエステル製モーツァルトクーゲルンのモニュメントがザルツブルク旧市街に80個以上も設置された。しかし、3月27日の夜、心ない何者かがフランツィスカナーガッセにあったモニュメント一基を地面のボルト止めから外したうえ、通り沿いに転がして損壊させる事件が起きた。被害額は約7000ユーロ相当であった。